# Romandola-Madonna del Ponte
Romandola-Madonna del Ponte, è una frazione di Campagna in provincia di Salerno.

## Geografia fisica
Si sviluppa a 176 metri di altitudine, fra la gola del fiume Tenza, il Torrente San Marco, suo affluente e la zona collinare di Puglietta e Serradarce. È attraversata dalla Strada statale 91 della Valle del Sele, dalla SP 106 e dalla SP 153. Conta 246 abitanti secondo il censimento del 2001. - Google Maps-Posizione esatta della Chiesa

## Storia

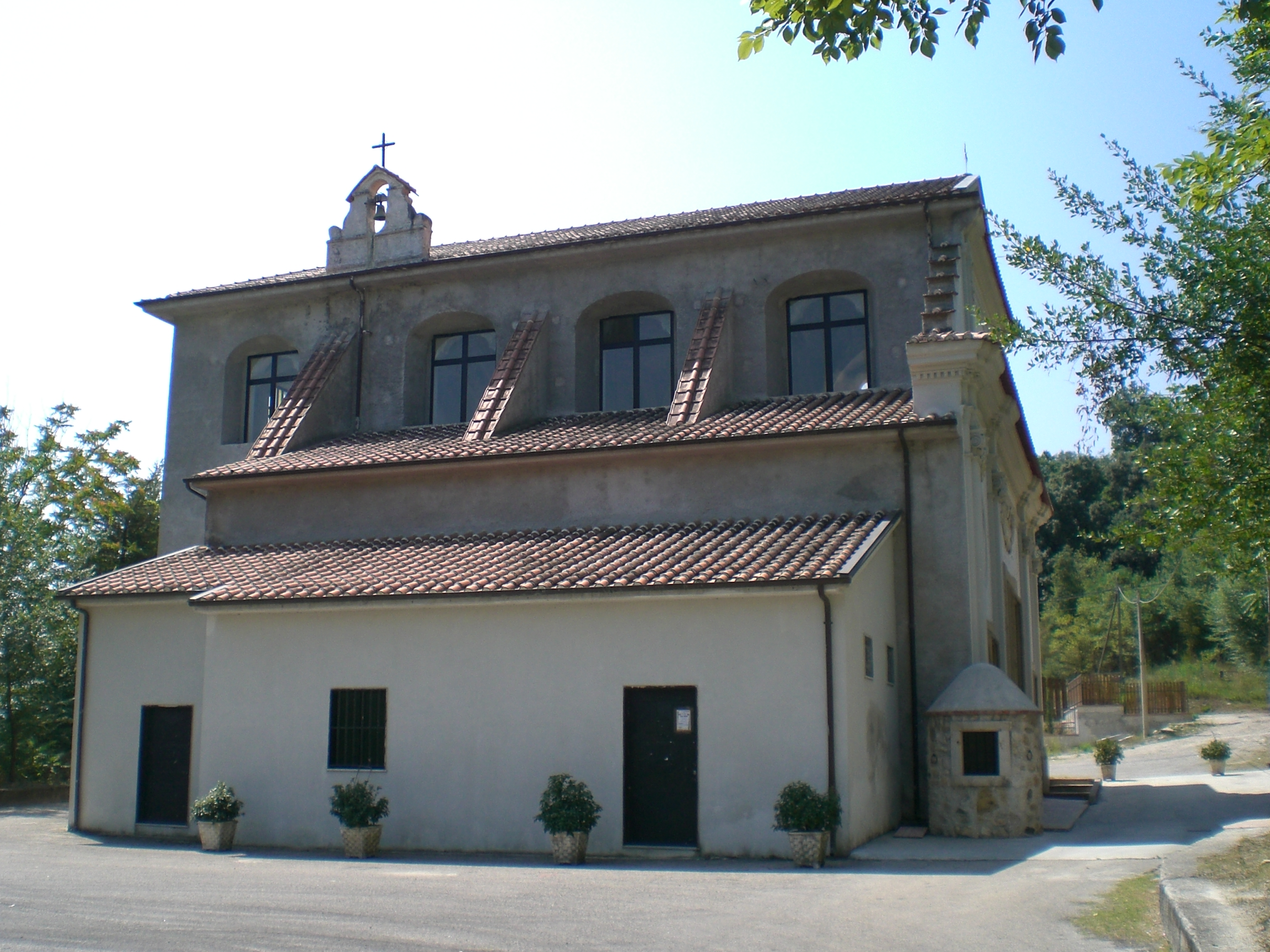
Chiesa Madonna del Ponte.

Anche se in epoca longobarda esistevano due chiese (S.Vincenzo, citato in un documento dell'815 e  San Nicola) e attraversata dalla via Antiquae essenzialmente ha una storia recente. Chiamata comunemente  Quadrivio Alto dagli abitanti, si è sviluppata in quanto snodo stradale per Puglietta, Serradarce e la località Folcata. A seguito del terremoto dell'Irpinia del 1980 si è ulteriormente ampliata impegnando l'amministrazione comunale a edificare un istituto comprensivo scolastico nella località  Vallegrini, con cui è un tutt'uno.

## Monumenti e luoghi d'interesse
Due sono i siti di interesse storico:
- Rudere di torre medievale posta lungo la strada statale 91 della Valle del Sele.
- Chiesa  Madonna del Ponte, edificata nel XVIII secolo lungo la strada statale 91 della valle del Sele in corrispondenza del ponte sul fiume Tenza.

## Economia
La principale risorsa è la coltivazione e la produzione dell'olio d'oliva Colline Salernitane (DOP).

## Voci correlate

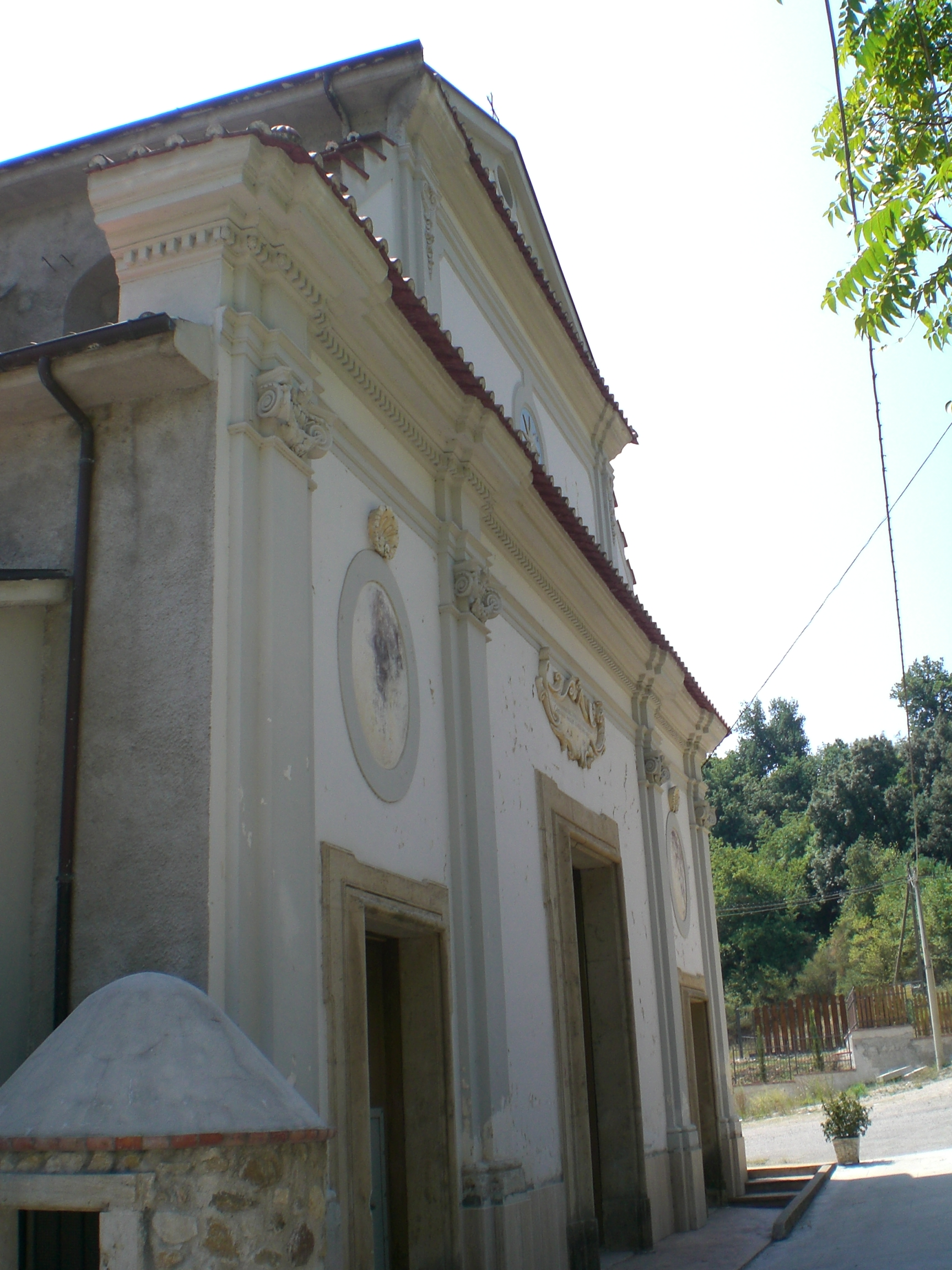
Chiesa Madonna del Ponte: facciata.